# Inga Freidenfelds
Inga Freidenfelds (* 25. April 1935 in Riga, Lettland; † 9. April 2022 in Adelaide) war ein australischer Basketballspieler.

## Spieler
Inga Freidenfelds wurde 1935 im lettischen Riga geboren und wanderte 1950 im Alter von 15 Jahren mit seiner Familie nach Australien aus. Dort gab er 1954 mit 19 Jahren sein Basketballdebüt für die Auswahl von South Australia. Bei den Olympischen Sommerspielen 1956 im australischen Melbourne war Freidenfelds mit 21 Jahren bereits Kapitän der australischen Nationalmannschaft. Beim olympischen Turnier erzielte er durchschnittlich 17 Punkte pro Spiel. 
1955, 1956 und 1959 wurde Freidenfelds als bester Spieler von South Australia ausgezeichnet. 2007 wurde er in die Hall of Fame des australischen Basketballs aufgenommen.
Freidenfelds starb am 9. April 2022 im Alter von 86 Jahren.